# 이스타나 네가라

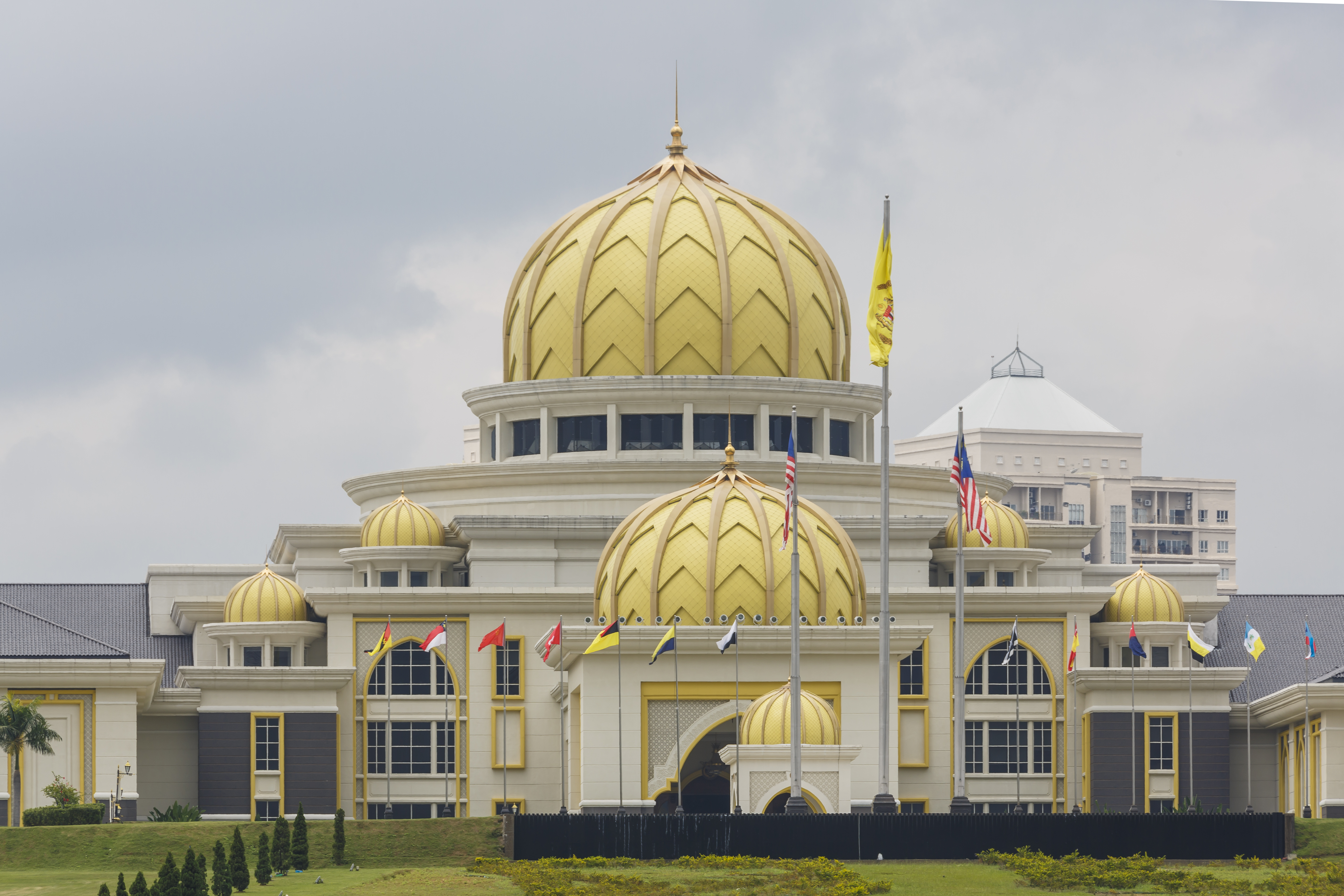
이스타나 네가라

이스타나 네가라(Istana Negara)는 말레이시아의 공식 왕궁이다. 쿠알라룸푸르의 북서부에 위치해 있다. 2011년에 완공되었고, 이를 통해 쿠알라룸푸르 중심가에 있었던 구 왕궁을 대체하게 되었다. 97.65 헥타르의 면적을 차지하고, 22개의 돔을 가지고 있다. 공식적인 행사가 이루어지는 외조, 왕실 가족이 거주하는 내조, 시설 관리 구역, 총 이 3구역으로 나뉜다. 

## 역사
이스타나 네가라는 1976년에 수많은 투자자들을 끌어모으며 계획되었다. 오래된 궁전이 워낙 그 크기가 좁았던 터라, 새로운 궁전은 쿠알라룸푸르의 북서부의 넓은 부지에 위치하게 되었다. 96.52 헥타르의 면적을 가질 것으로 설계되었으나, 정작 궁전 건물들이 들어서는 부지는 겨우 28헥타르 밖에 되지 않고 나머지는 모두 관리 구역 혹은 정원으로 만들어졌다.
2007년에 착공되었고, 짓는데 8억 1,200만 말레이시아 링깃이 들었다. 이슬람 건축 양식과 말레이 전통 양식이 혼합되어 지어졌다. 원래는 2009년에 완공할 예정이었으나, 계속 미루어져 2011년 11월에 완공되었다. 2012년 10월에 왕실 가족들이 이 궁전으로 입주하기 시작하였으며, 11월에 모두 끝났다.